# Antiphytum paniculatum
Antiphytum paniculatum är en strävbladig växtart som beskrevs av Ivan Murray Johnston. Antiphytum paniculatum ingår i släktet Antiphytum och familjen strävbladiga växter. Inga underarter finns listade i Catalogue of Life.